# Technique de la multiplication par glissement
Pour les articles homonymes, voir Glissement (homonymie).
L'algorithme de multiplication par glissement a été décrit par Al Khwarizmi en 830. Cette technique de multiplication utilise un tableau recouvert de sable pour multiplier deux nombres entre eux. Les chiffres, devenus inutiles, sont effacés au fur et à mesure. 
Voici un exemple : 3125 × 613. La disposition initiale est la suivante :
|   |   | 3 | 1 | 2 | 5 |
| 6 | 1 | 3 |   |   |   |

On va multiplier le nombre du bas par les chiffres du nombre du haut, en commençant par le 3.
|   |   | 3 | 1 | 2 | 5 |
| 6 | 1 | 3 |   |   |   |

Pour multiplier 613 par 3, on multiplie d'abord 6 par 3 et on écrit le résultat au-dessus du 6 :
| 1 | 8 |   | 3 | 1 | 2 | 5 |
|   | 6 | 1 | 3 |   |   |   |

puis on multiplie 1 par 3 :
| 1 | 8 | 3 | 3 | 1 | 2 | 5 |
|   | 6 | 1 | 3 |   |   |   |

puis enfin 3 par 3
| 1 | 8 | 3 | 9 | 1 | 2 | 5 |
|   | 6 | 1 | 3 |   |   |   |

Le 9 prend la place du 3 qui servait de multiplicateur. On décale ensuite 613 d'un rang :
| 1 | 8 | 3 | 9 | 1 | 2 | 5 |
|   |   | 6 | 1 | 3 |   |   |

et on le multiplie par le chiffre 1 du multiplicateur, en ajoutant le résultat à ce qui a été précédemment calculé, ce qui donne successivement :
| 1 | 8 | 9 | 9 | 1 | 2 | 5 |
|   |   | 6 | 1 | 3 |   |   |

| 1 | 9 | 0 | 0 | 1 | 2 | 5 |
|   |   | 6 | 1 | 3 |   |   |

Lorsqu'on arrive au même niveau (3 et 1), on multiplie directement sans ajouter le résultat cette fois (3×1 seulement et non 3×1 + 1)
| 1 | 9 | 0 | 0 | 3 | 2 | 5 |
|   |   | 6 | 1 | 3 |   |   |

On décale 613 d'un rang pour le multiplier par le 2 du multiplicateur, ce qui donnera (en omettant les phases intermédiaires) :
| 1 | 9 | 1 | 2 | 5 | 6 | 5 |
|   |   |   | 6 | 1 | 3 |   |

Il reste un dernier décalage à faire et un dernier produit par 5, ce qui donne enfin :
| 1 | 9 | 1 | 5 | 6 | 2 | 5 |
|   |   |   |   | 6 | 1 | 3 |

On efface alors 613 pour garder le résultat final 1 915 625.
Cette méthode est adaptée pour les calculs sans papier à disposition et est inadaptée pour le calcul avec papier et crayon. Elle présente en outre l'inconvénient qu'une erreur de calcul exige pratiquement de recommencer tous les calculs. Elle fut supplantée par d'autres méthodes, telle la technique de la multiplication par jalousies ou bien l'une des méthodes actuellement enseignées[évasif].